# Collide with the Sky
Collide with the Sky é o terceiro álbum de estúdio da banda americana de post-hardcore Pierce the Veil, lançado em 17 de julho de 2012. É o primeiro lançamento da banda pela Fearless Records, como seus dois últimos álbuns foram lançados pela Equal Vision Records. Foi disponibilizado para pré-encomenda através do Merchnow em 6 de junho de 2012.
O lançamento do álbum é apoiado pela turnê da banda, como parte da Vans Warped 2012 durante julho e agosto, bem como a sua primeira turnê pelo Reino Unido como atração principal em setembro.
O primeiro single do álbum, "King for a Day", foi lançado em 5 de junho de 2012. A faixa tem vocais do vocalista do Sleeping with Sirens, Kellin Quinn. "Bulls no Bronx", foi escolhido como o segundo single e lançado em 26 de junho de 2012.
O álbum entrou na Billboard 200 dos Estados Unidos em 12º lugar, vendendo mais de 27.000 de cópias em sua primeira semana de estreia. Isto marca um enorme sucesso para a banda, especialmente considerando que o álbum vazou na internet quatro semanas antes do lançamento oficial.
Em 06 de agosto, Pierce the Veil divulgou um vídeo para a música "King for a Day".

## Faixas
| N.º            | Título                                                       | Duração |  |
| 1.             | "May These Noises Startle You in Your Sleep Tonight"         | 1:21    |  |
| 2.             | "Hell Above"                                                 | 3:43    |  |
| 3.             | "A Match into Water"                                         | 3:32    |  |
| 4.             | "King for a Day" (Com Kellin Quinn do Sleeping with Sirens)  | 3:56    |  |
| 5.             | "Bulls in the Bronx"                                         | 4:27    |  |
| 6.             | "Props & Mayhem"                                             | 3:37    |  |
| 7.             | "Tangled in the Great Escape" (Com Jason Butler do Letlive.) | 5:56    |  |
| 8.             | "I'm Low on Gas and You Need a Jacket"                       | 4:12    |  |
| 9.             | "The First Punch"                                            | 3:25    |  |
| 10.            | "One Hundred Sleepless Nights"                               | 3:41    |  |
| 11.            | "Stained Glass Eyes and Colorful Tears"                      | 3:38    |  |
| 12.            | "Hold on Till May" (Com Lindsey Stamey do Oh No Fiasco )     | 4:38    |  |
| Duração total: | Duração total:                                               | 46:14   |  |

| iTunes Faixa Bônus |                                                             |         |  |
| N.º                | Título                                                      | Duração |  |
| 13.                | "I'm Low on Gas and You Need a Jacket" (Versão alternativa) | 3:40    |  |

| Amazon US MP3 Faixa Bônus |                               |         |  |
| N.º                       | Título                        | Duração |  |
| 14.                       | "Hold on Till May" (Acústica) | 3:40    |  |

## Capa do álbum
De acordo com Vic Fuentes, "o tema para a capa do álbum é" saltar fora da terra que está quebrando abaixo de você". A ideia é inspirar esperança entre o caos que pode estar acontecendo em torno de você. Se o terreno estava quebrando sob seus pés, sua primeira reação pode ser a de correr e saltar para a segurança, e é aquele momento em que você está suspensa no ar que estou focando. Uma armação ainda que você não tem certeza se a pessoa está caindo ou voando. Trata-se de libertar-se das coisas que estão quebrando ou caindo aos pedaços em sua vida, e inspirando um sentimento de esperança do desespero".

## Recepção
| Críticas profissionais | Críticas profissionais |
| Avaliações da crítica  | Avaliações da crítica  |
| Fonte                  | Avaliação              |
| ---------------------- | ---------------------- |
| AbsolutePunk           | 77%                    |
| Alternative Press      | 4 de 5 estrelas.       |
| Big Cheese             | [ 5 ]                  |
| Rocksound              | [ 6 ]                  |
| Rockfreaks.net         | [ 7 ]                  |

O álbum foi muito bem recebido pela crítica. Alternative Press avaliou o álbum em 4/5 estrelas dizendo "Collide with the Sky é o melhor trabalho PTV até à data". Eles elogiaram o álbum para os ganchos power pop de "Props & Mayhem", dizendo que você deve baixar "Tangled in the Great Escape". AbsolutePunk comentou que o álbum é "a certeza de continuar nessa subida constante do Pierce the Veil ao topo da sua liga", concluindo que "[ele] prova que Pierce the Veil são aparentemente ainda um passo à frente de todos os outros quando se trata de inventar fatias energéticas de post-hardcore e que eles não serão soltando a bola a qualquer momento em breve."

## Créditos
Pierce the Veil
- Vic Fuentes - vocal, teclados, piano
- Mike Fuentes - bateria, percussão, vocal de apoio
- Jaime Preciado - baixo
- Tony Perry - guitarra principal

Músicos convidados
- Kellin Quinn (do Sleeping with Sirens) - vocal em "King for a Day"
- Jason Butler (do letlive.) - vocal em "Tangled in the Great Escape"
- Lindsey Stamey (do Oh No Fiasco) - vocal em "Hold on Till May"
- Dave Yaden - piano, teclados

## Desempenho nas paradas
| Parada (2012)          | Posição de pico |
| ---------------------- | --------------- |
| Canadian Albums Chart  | 40              |
| UK Independent Albums  | 40              |
| UK Rock & Metal Albums | 21              |
| US Billboard 200       | 12              |
| US Rock Albums         | 1               |
| US Independent Albums  | 2               |
| US Alternative Albums  | 1               |
| US Hard Rock Albums    | 1               |
| US Digital Albums      | 14              |

## Histórico de lançamento
| Região          | Data                | Gravadora        |
| --------------- | ------------------- | ---------------- |
| Reino Unido     | 16 de Julho de 2012 | Fearless Records |
| Em todo o mundo | 17 de Julho de 2012 | Fearless Records |